# Chronik der frühen Könige (ABC 20)

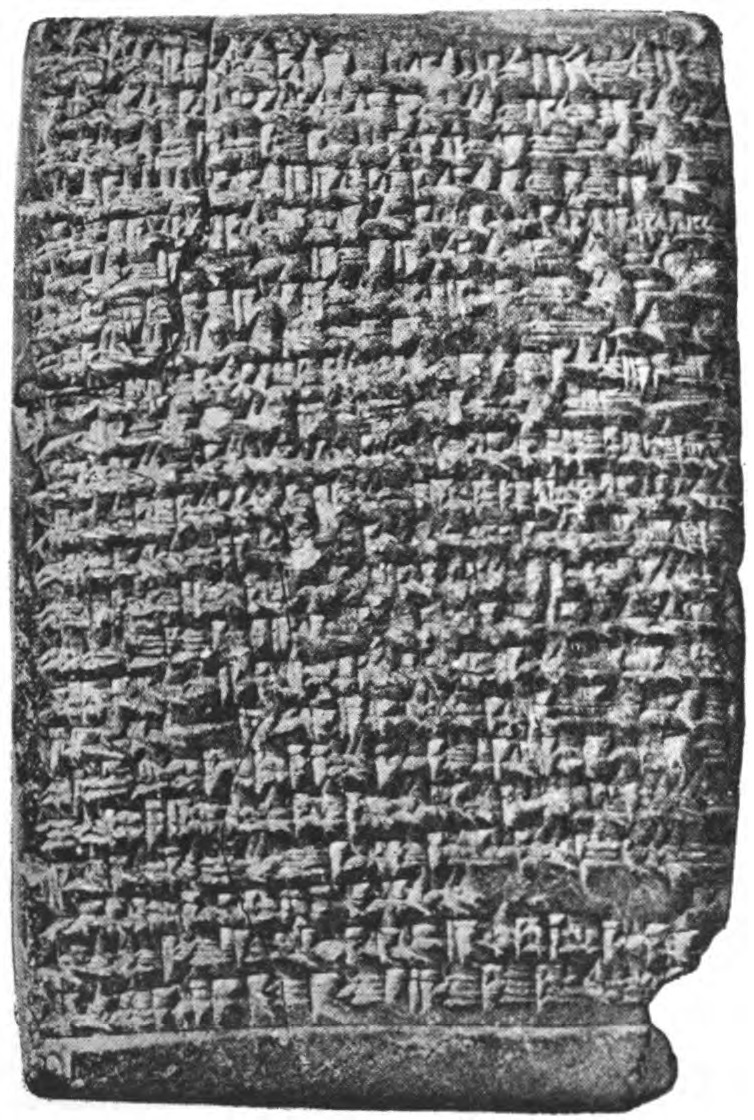
Vorderseite von Tafel A

Die Chronik der frühen Könige (Nr. 20 in Graysons Assyrian and Babylonian Chronicles, J. J. Augustin 1975 und Nr. 40 in Jean-Jacques Glassners Chroniques mésopotamiennes) ist ein fragmentarischer Text der historischen babylonischen Geschichtsschreibung. Er ist in einer Abschrift erhalten, die aus zwei Tafeln besteht (A und B), die mehr oder weniger komplett sind. Tafel A ist komplett erhalten, während von Tafel B vor allem die Rückseite stark beschädigt ist. Der Text beschreibt die Taten der frühen Könige von Babylon, angefangen mit Sargon von Akkad.

## Inhalt

### Tafel A
1 „Sargon, König von Akkad, kam an die Macht während der Herrschaft von Ištar und“
2 „er hatte weder Rivalen noch Gleichgestellte. Sein Ruhm über die Länder“
3 „breitete sich aus. Er durchquerte das Meer im Osten.“
4 „Im 11. Jahr eroberte er das westliche Land bis zum entferntesten Punkt.“
5 „Er brachte es unter eine Herrschaft. Er errichtete dort seine Statuen“
6 „und setzte die westliche Beute mit Lastkähnen über.“
7 „Er stationierte seine Gerichtsbeamten in Abständen von fünf Doppelstunden und“
8 „herrschte im Einklang mit allen Völkern der Länder.“
9 „Er marschierte in Kazallu ein und verwandelte Kazallu in einen Ruinenhaufen,“
10 „so, dass dort nichtmal eine Stange für einen Vogel blieb.“
11 „Anschließend, im höherem Alter, rebellierten erneut alle Länder und“
12 „umzingelten ihn in Akkad. Sargon zog in den Kampf und brachte ihnen eine Niederlage bei.“
13 „Er stürzte sie und überwältigte ihre riesige Armee.“
14 „Anschließend attackierte Subartu Sargon mit voller Gewalt und rief ihn zu den Waffen.“
15 „Sargon legte einen Hinterhalt und besiegte sie komplett.“
16 „Er überwältigte dessen riesige Armee“
17 „und brachte ihre Besitztümer nach Akkad.“
18 „Er grub die Erde ab aus dem Graben von Babylon und“
19 „schuf nahe Agade ein Gegenstück zu Babylon.“
20 „Wegen des Unrechts, das er begangen hatte, wurde der große Herrscher Marduk zornig und rottete seine Familie durch eine Hungersnot aus.“
21 „Von Osten nach Westen“
22 „rebellierten die Untergebenen gegen ihn“
23 „und Marduk quälte ihn mit Schlaflosigkeit.“
—
24 „Naram-Sin, Sohn von Sargon, marschierte nach Apišal.“
25 „Er durchbrach die Stadtmauer und Riš-Adad,“
26 „den König von Apišal, und den Wesir von Apišal nahm er gefangen.“
27 „Er marschierte nach Magan und nahm Mannu-dannu, den König von Magan, gefangen.“
—
28 „Šulgi, der Sohn von Ur-Nammu, versorgte Eridu, das am Meer liegt, mit reichlich Nahrung.“
29 „Aber er hatte kriminelle Neigungen und den Besitz von Esagila und Babylon“
30 „nahm er als Beute. Bêl [= Marduk] ließ […] seinen Körper verzehren und tötete ihn.“
—
31 „Irra-imitti, der König, setzte Enlil-bani, den Gärtner, ein“
32 „als Ersatzkönig für seinen Thron.“
33 „Er setzte die Königskrone auf seinen Kopf.“
34 „Irra-imitti starb in seinem Palast, als er eine heiße Suppe aß.“
35 „Enlil-bani, der den Thron übernahm, gab ihn nicht ab und“
36 „so wurde er Herrscher.“
—
37 „Ilu-šumma war König von Assyrien zu der Zeit von Su-abu.“
38 „Kämpfe.“

### Tafel B

#### Vorderseite
1–7 Identisch mit Tafel A, Zeile 31–36.
8 „Hammurabi, König von Babylon, versammelte seine Armee und“
9 „marschierte gegen Rim-Sin [I.], König von Ur.“
10 „Hammurabi eroberte Ur und Larsa und“
11 „und brachte deren Besitztümer nach Babylon.“
12 „Er brachte Rim-Sin in einem ki-is-kap nach Babylon.“
—
13 „Samsu-iluna, König von Babylon, Sohn von Hammurabi, dem König“
14 „[…] er versammelte und“
15 „[…] Rim-Sin [II.] marschierte nach […]“
16 „[…] er eroberte und“
17 „[…] in guter Gesundheit in seinem Palast“
18 „[…] er ging und umstellte […]“
19 „[…] seine Leute […]“
20 „[…]“
Anschließend fehlt ein Stück.

#### Rückseite
Die Rückseite fängt mit einem fehlenden Stück an. Darauf folgen folgende Zeilen.
1 „[…]“
2 „[…] Ili-ma-ilu […]“
3 „[…] er machte […]“
4 „er kämpfte gegen sie […]“
5 „ihre Leichen […] im Meer […]“
6 „er wiederholte und Samsu-iluna […]“
7 „Iluma-ilu griff an und verursachte die Niederlage seiner Armee.“
—
8 „Abi-ešuh, Sohn von Samsu-iluna, setzte los, um Iluma-ilu zu besiegen.“
9 „Er beschloss, den Tigris aufzustauen.“
10 „Er staute den Tigris, eroberte aber Ili-ma-ilu nicht.“
—
11 „Zur Zeit von Samsuditana marschierten die Hethiter gegen Akkad.“
—
12 „Ea-Gamil, der König des Meerlandes, floh nach Elam.“
13 „Nachdem er gegangen war, Ulam-Buriaš, Bruder von Kaštiliašu, dem Kassiten,“
14 „versammelte eine Armee und besiegte das Meerland. Er war Herrscher des Landes.“
15 „Agum, der Sohn von Kaštiliašu, versammelte seine Armee und“
16 „marschierte in das Meerland.“
17 „Er eroberte Dur-Enlil und“
18 „zerstörte Egalgašešna, den Enlil-Tempel in Dur-Enlil.“
—